# Вулиця Коцюбинського (Черкаси)
Ву́лиця Коцюби́нського — вулиця в Черкасах.

## Розташування
Починається від вулиці Максима Залізняка і простягається на південний схід до вулиці Пастерівської.

## Опис
Вулиця вузька, не асфальтована.

## Походження назви
Вулиця утворена на початку 1960-их років і названа на честь Михайла Коцюбинського, українського письменника.

## Будівлі
Вулиця забудована приватними будинками.